# کپر سرخ‌پوستان

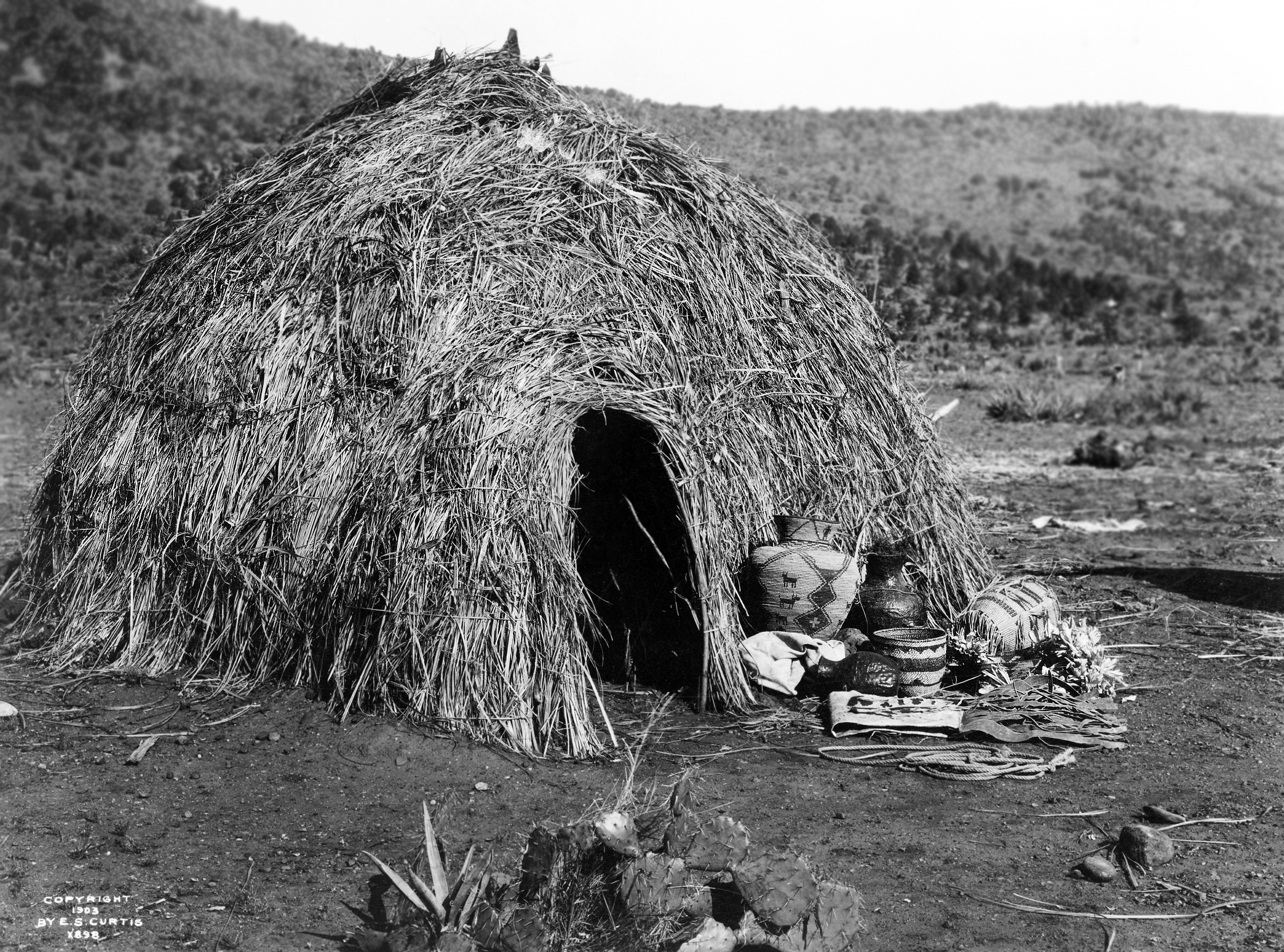
یک کپر آپاچی. ۱۹۰۳.

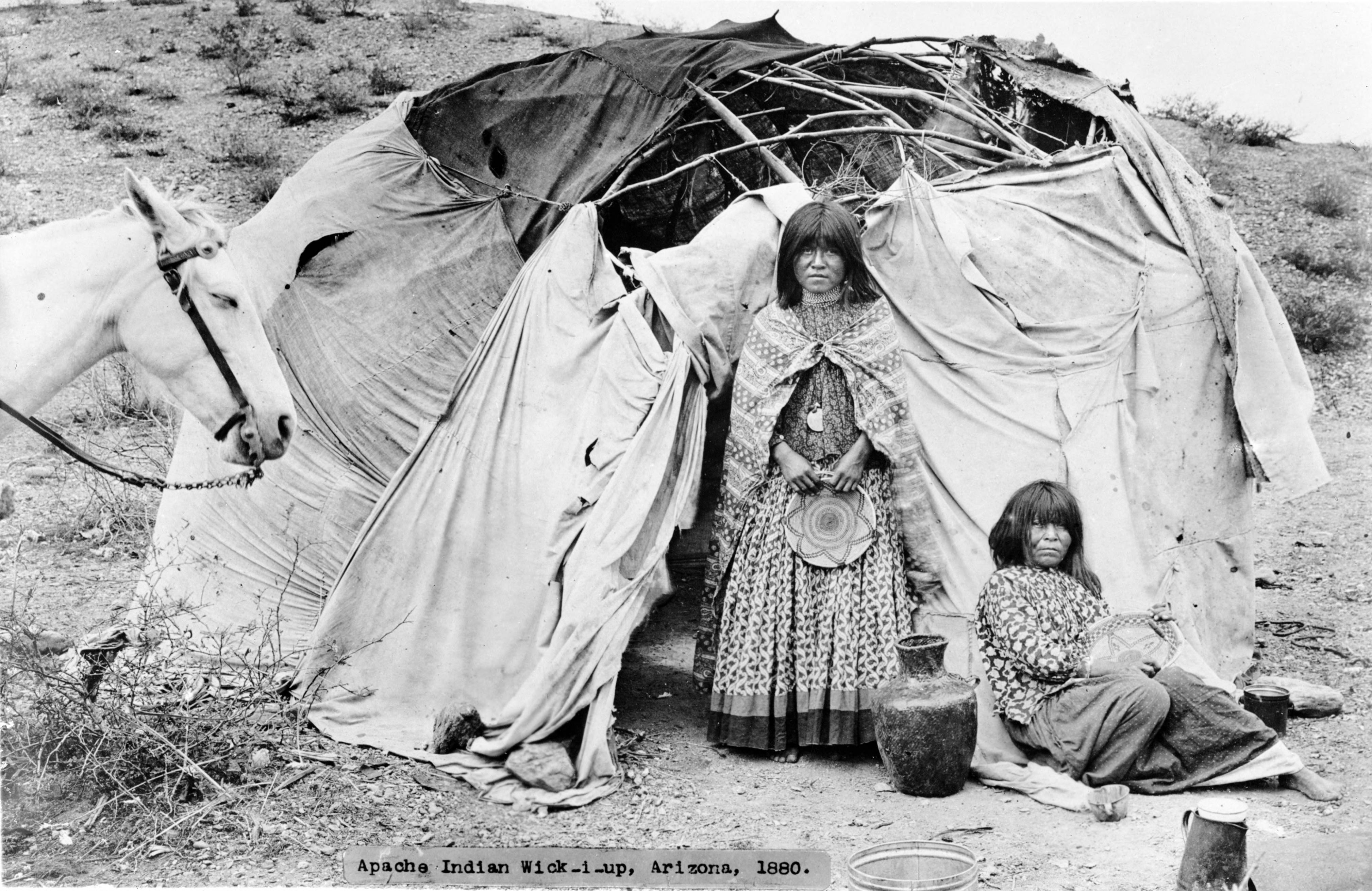
یک کپر آپاچی.

کَپَر سرخ‌پوستان نام نوعی خانه موقت سنتی اقوام مختلف سرخ‌پوست بومی آمریکای شمالی است. در زبان‌های بومی آمریکای شمالی به این کپرها، ویگ‌وم (Wigwam) و ویکیاپ (wickiup) گفته می‌شود. در جنوب غربی و غرب ایالات متحده به این کپرها ویکیاپ و در شمال شرقی ایالات متحده و کانادا معمولاً به آن‌ها ویگ‌وم می‌گویند.
این نوع کپر و پناهگاه گنبدی مدور، از سوی بسیاری از فرهنگ‌های بومی آمریکا مورد استفاده قرار می‌گرفت. سطوح خمیده آن، آن را به یک پناهگاه سودمند برای انواع شرایط تبدیل می‌کند.
این سازه‌ها متشکلند از یک چارچوب از تیرهای معمولاً چوبی قوسی‌شکل که با پوست درخت پوشانده شده‌اند. جزئیات ساخت و ساز این کپرها با فرهنگ محل و در دسترس بودن محلی مواد متفاوت است. برخی از مصالح مورد استفاده برای پوشاندن بام این کپرها شامل چمن، علف، پوست درخت، نی، پوست جانوران یا پارچه است.
در مقایسه با چادرهای سرخ‌پوستی، برپا کردن کپرهای سرخ‌پوستی معمولاً زمان بیشتری می‌گیرد و چارچوبهای آن‌ها معمولاً مانند چادرها قابل حمل نیستند.